# Utricularia foveolata
Utricularia foveolata — вид рослин із родини пухирникових (Lentibulariaceae).

## Біоморфологічна характеристика
Це однорічна, іноді багаторічна рослина. Ризоїди і столони капілярні, розгалужені. Пастки на столонах і листках, на ніжках чи майже сидячі, кулясті, 0.8–1.2 мм. Листя мало, зі столонових вузлів, голе; листкова пластинка лінійна, 10–30 × 0.4–1 мм, плівчаста, основа послаблена, край цільний, верхівка від гострої до округлої. Суцвіття звивисті, 15–20 см, 2–5-квіткові, голі. Частки чашечки яйцеподібні, 2–4 мм, верхівка від тупої до майже гострої; віночок блідо-ліловий, 3–4 мм. Коробочка широко-яйцеподібна, ≈ 4 мм. Насіння від косо яйцеподібного до еліпсоїдного, ≈ 0.3 мм. 2n = 20.

## Поширення
Зростає в Африці (Чад, ДР Конго, Кот-д'Івуар, Гана, Мадагаскар, Малі, Мозамбік, Нігерія, Танзанія, Уганда, Замбія), на півдні й південному сході Азії (Юньнань і Хайнань [Китай], Індія, Бангладеш, Філіппіни, Таїланд, о. Ява), в північній Австралії.
Зростає на мілководді на вологих ґрунтах у сезонно затоплених місцях проживання, на рисових полях і на вологих луках. По болотистих місцях звивається на інших Utricularia і злаках.